# 아스티팔라이아 (신화)
아스티팔라이아는 그리스 신화에서 아게노르와 페리메데의 딸이자, 에우로페의 자매이다. 그녀는 염소 모습으로 변해서 그녀를 유혹한 포세이돈의 연인이었고, 포세이돈과의 사이에서 사모스의 왕인 안카이오스와 코스의 왕인 에우리필로스 이렇게 2명의 아들을 낳았다. 